# 瓦尔特·厄莱尔特
瓦尔特·厄莱尔特（Walter Oelert，1942年—生于多特蒙德），德国物理学家、于利希研究中心教授。1996年1月他领导的团队报道了低能反质子环实验，他们在欧洲粒子物理实验室进行了该项试验，得到了9个反氢原子。实验开始是是将氙气喷射到反质子积累环的通道中，氙和反质子之间的相互作用有时会产生电子和正电子对，正负电子的偶然碰撞形成了反氢原子。中性的反原子离开积累环，可以短暂的检测到，然后与原子互相湮灭。
实验在1995年春天即开始准备，同年秋天完成。该实验在粒子物理学历史上有一定意义，如果科学家能够短暂捕捉到反物质原子，便能比较它们和物质之间的属性区别。或许进而便能阐明为何宇宙中反物质只占少数的地位。厄莱尔特因此项工作获雅盖隆大学梅伦蒂布斯奖章。